# Liste de parties d'échecs remarquables
|   | a | b | c | d | e | f | g | h |   |
| 8 | Tour noire sur case blanche a8 · Fou noir sur case blanche c8 · Tour noire sur case noire f8 · Roi noir sur case blanche g8 · Pion noir sur case noire a7 · Pion noir sur case blanche b7 · Cavalier noir sur case blanche d7 · Pion noir sur case noire g7 · Pion noir sur case blanche h7 · Pion noir sur case blanche c6 · Pion noir sur case blanche e6 · Pion noir sur case blanche d5 · Pion noir sur case blanche f5 · Cavalier blanc sur case noire g5 · Dame noire sur case blanche h5 · Pion blanc sur case blanche c4 · Pion blanc sur case noire d4 · Pion blanc sur case noire f4 · Cavalier noir sur case blanche g4 · Fou blanc sur case blanche d3 · Pion blanc sur case noire e3 · Pion blanc sur case noire g3 · Pion blanc sur case blanche a2 · Pion blanc sur case noire b2 · Cavalier blanc sur case blanche e2 · Roi blanc sur case blanche g2 · Fou noir sur case noire h2 · Tour blanche sur case noire a1 · Fou blanc sur case noire c1 · Dame blanche sur case blanche d1 · Tour blanche sur case blanche f1 | Tour noire sur case blanche a8 · Fou noir sur case blanche c8 · Tour noire sur case noire f8 · Roi noir sur case blanche g8 · Pion noir sur case noire a7 · Pion noir sur case blanche b7 · Cavalier noir sur case blanche d7 · Pion noir sur case noire g7 · Pion noir sur case blanche h7 · Pion noir sur case blanche c6 · Pion noir sur case blanche e6 · Pion noir sur case blanche d5 · Pion noir sur case blanche f5 · Cavalier blanc sur case noire g5 · Dame noire sur case blanche h5 · Pion blanc sur case blanche c4 · Pion blanc sur case noire d4 · Pion blanc sur case noire f4 · Cavalier noir sur case blanche g4 · Fou blanc sur case blanche d3 · Pion blanc sur case noire e3 · Pion blanc sur case noire g3 · Pion blanc sur case blanche a2 · Pion blanc sur case noire b2 · Cavalier blanc sur case blanche e2 · Roi blanc sur case blanche g2 · Fou noir sur case noire h2 · Tour blanche sur case noire a1 · Fou blanc sur case noire c1 · Dame blanche sur case blanche d1 · Tour blanche sur case blanche f1 | Tour noire sur case blanche a8 · Fou noir sur case blanche c8 · Tour noire sur case noire f8 · Roi noir sur case blanche g8 · Pion noir sur case noire a7 · Pion noir sur case blanche b7 · Cavalier noir sur case blanche d7 · Pion noir sur case noire g7 · Pion noir sur case blanche h7 · Pion noir sur case blanche c6 · Pion noir sur case blanche e6 · Pion noir sur case blanche d5 · Pion noir sur case blanche f5 · Cavalier blanc sur case noire g5 · Dame noire sur case blanche h5 · Pion blanc sur case blanche c4 · Pion blanc sur case noire d4 · Pion blanc sur case noire f4 · Cavalier noir sur case blanche g4 · Fou blanc sur case blanche d3 · Pion blanc sur case noire e3 · Pion blanc sur case noire g3 · Pion blanc sur case blanche a2 · Pion blanc sur case noire b2 · Cavalier blanc sur case blanche e2 · Roi blanc sur case blanche g2 · Fou noir sur case noire h2 · Tour blanche sur case noire a1 · Fou blanc sur case noire c1 · Dame blanche sur case blanche d1 · Tour blanche sur case blanche f1 | Tour noire sur case blanche a8 · Fou noir sur case blanche c8 · Tour noire sur case noire f8 · Roi noir sur case blanche g8 · Pion noir sur case noire a7 · Pion noir sur case blanche b7 · Cavalier noir sur case blanche d7 · Pion noir sur case noire g7 · Pion noir sur case blanche h7 · Pion noir sur case blanche c6 · Pion noir sur case blanche e6 · Pion noir sur case blanche d5 · Pion noir sur case blanche f5 · Cavalier blanc sur case noire g5 · Dame noire sur case blanche h5 · Pion blanc sur case blanche c4 · Pion blanc sur case noire d4 · Pion blanc sur case noire f4 · Cavalier noir sur case blanche g4 · Fou blanc sur case blanche d3 · Pion blanc sur case noire e3 · Pion blanc sur case noire g3 · Pion blanc sur case blanche a2 · Pion blanc sur case noire b2 · Cavalier blanc sur case blanche e2 · Roi blanc sur case blanche g2 · Fou noir sur case noire h2 · Tour blanche sur case noire a1 · Fou blanc sur case noire c1 · Dame blanche sur case blanche d1 · Tour blanche sur case blanche f1 | Tour noire sur case blanche a8 · Fou noir sur case blanche c8 · Tour noire sur case noire f8 · Roi noir sur case blanche g8 · Pion noir sur case noire a7 · Pion noir sur case blanche b7 · Cavalier noir sur case blanche d7 · Pion noir sur case noire g7 · Pion noir sur case blanche h7 · Pion noir sur case blanche c6 · Pion noir sur case blanche e6 · Pion noir sur case blanche d5 · Pion noir sur case blanche f5 · Cavalier blanc sur case noire g5 · Dame noire sur case blanche h5 · Pion blanc sur case blanche c4 · Pion blanc sur case noire d4 · Pion blanc sur case noire f4 · Cavalier noir sur case blanche g4 · Fou blanc sur case blanche d3 · Pion blanc sur case noire e3 · Pion blanc sur case noire g3 · Pion blanc sur case blanche a2 · Pion blanc sur case noire b2 · Cavalier blanc sur case blanche e2 · Roi blanc sur case blanche g2 · Fou noir sur case noire h2 · Tour blanche sur case noire a1 · Fou blanc sur case noire c1 · Dame blanche sur case blanche d1 · Tour blanche sur case blanche f1 | Tour noire sur case blanche a8 · Fou noir sur case blanche c8 · Tour noire sur case noire f8 · Roi noir sur case blanche g8 · Pion noir sur case noire a7 · Pion noir sur case blanche b7 · Cavalier noir sur case blanche d7 · Pion noir sur case noire g7 · Pion noir sur case blanche h7 · Pion noir sur case blanche c6 · Pion noir sur case blanche e6 · Pion noir sur case blanche d5 · Pion noir sur case blanche f5 · Cavalier blanc sur case noire g5 · Dame noire sur case blanche h5 · Pion blanc sur case blanche c4 · Pion blanc sur case noire d4 · Pion blanc sur case noire f4 · Cavalier noir sur case blanche g4 · Fou blanc sur case blanche d3 · Pion blanc sur case noire e3 · Pion blanc sur case noire g3 · Pion blanc sur case blanche a2 · Pion blanc sur case noire b2 · Cavalier blanc sur case blanche e2 · Roi blanc sur case blanche g2 · Fou noir sur case noire h2 · Tour blanche sur case noire a1 · Fou blanc sur case noire c1 · Dame blanche sur case blanche d1 · Tour blanche sur case blanche f1 | Tour noire sur case blanche a8 · Fou noir sur case blanche c8 · Tour noire sur case noire f8 · Roi noir sur case blanche g8 · Pion noir sur case noire a7 · Pion noir sur case blanche b7 · Cavalier noir sur case blanche d7 · Pion noir sur case noire g7 · Pion noir sur case blanche h7 · Pion noir sur case blanche c6 · Pion noir sur case blanche e6 · Pion noir sur case blanche d5 · Pion noir sur case blanche f5 · Cavalier blanc sur case noire g5 · Dame noire sur case blanche h5 · Pion blanc sur case blanche c4 · Pion blanc sur case noire d4 · Pion blanc sur case noire f4 · Cavalier noir sur case blanche g4 · Fou blanc sur case blanche d3 · Pion blanc sur case noire e3 · Pion blanc sur case noire g3 · Pion blanc sur case blanche a2 · Pion blanc sur case noire b2 · Cavalier blanc sur case blanche e2 · Roi blanc sur case blanche g2 · Fou noir sur case noire h2 · Tour blanche sur case noire a1 · Fou blanc sur case noire c1 · Dame blanche sur case blanche d1 · Tour blanche sur case blanche f1 | Tour noire sur case blanche a8 · Fou noir sur case blanche c8 · Tour noire sur case noire f8 · Roi noir sur case blanche g8 · Pion noir sur case noire a7 · Pion noir sur case blanche b7 · Cavalier noir sur case blanche d7 · Pion noir sur case noire g7 · Pion noir sur case blanche h7 · Pion noir sur case blanche c6 · Pion noir sur case blanche e6 · Pion noir sur case blanche d5 · Pion noir sur case blanche f5 · Cavalier blanc sur case noire g5 · Dame noire sur case blanche h5 · Pion blanc sur case blanche c4 · Pion blanc sur case noire d4 · Pion blanc sur case noire f4 · Cavalier noir sur case blanche g4 · Fou blanc sur case blanche d3 · Pion blanc sur case noire e3 · Pion blanc sur case noire g3 · Pion blanc sur case blanche a2 · Pion blanc sur case noire b2 · Cavalier blanc sur case blanche e2 · Roi blanc sur case blanche g2 · Fou noir sur case noire h2 · Tour blanche sur case noire a1 · Fou blanc sur case noire c1 · Dame blanche sur case blanche d1 · Tour blanche sur case blanche f1 | 8 |
| 7 | Tour noire sur case blanche a8 · Fou noir sur case blanche c8 · Tour noire sur case noire f8 · Roi noir sur case blanche g8 · Pion noir sur case noire a7 · Pion noir sur case blanche b7 · Cavalier noir sur case blanche d7 · Pion noir sur case noire g7 · Pion noir sur case blanche h7 · Pion noir sur case blanche c6 · Pion noir sur case blanche e6 · Pion noir sur case blanche d5 · Pion noir sur case blanche f5 · Cavalier blanc sur case noire g5 · Dame noire sur case blanche h5 · Pion blanc sur case blanche c4 · Pion blanc sur case noire d4 · Pion blanc sur case noire f4 · Cavalier noir sur case blanche g4 · Fou blanc sur case blanche d3 · Pion blanc sur case noire e3 · Pion blanc sur case noire g3 · Pion blanc sur case blanche a2 · Pion blanc sur case noire b2 · Cavalier blanc sur case blanche e2 · Roi blanc sur case blanche g2 · Fou noir sur case noire h2 · Tour blanche sur case noire a1 · Fou blanc sur case noire c1 · Dame blanche sur case blanche d1 · Tour blanche sur case blanche f1 | Tour noire sur case blanche a8 · Fou noir sur case blanche c8 · Tour noire sur case noire f8 · Roi noir sur case blanche g8 · Pion noir sur case noire a7 · Pion noir sur case blanche b7 · Cavalier noir sur case blanche d7 · Pion noir sur case noire g7 · Pion noir sur case blanche h7 · Pion noir sur case blanche c6 · Pion noir sur case blanche e6 · Pion noir sur case blanche d5 · Pion noir sur case blanche f5 · Cavalier blanc sur case noire g5 · Dame noire sur case blanche h5 · Pion blanc sur case blanche c4 · Pion blanc sur case noire d4 · Pion blanc sur case noire f4 · Cavalier noir sur case blanche g4 · Fou blanc sur case blanche d3 · Pion blanc sur case noire e3 · Pion blanc sur case noire g3 · Pion blanc sur case blanche a2 · Pion blanc sur case noire b2 · Cavalier blanc sur case blanche e2 · Roi blanc sur case blanche g2 · Fou noir sur case noire h2 · Tour blanche sur case noire a1 · Fou blanc sur case noire c1 · Dame blanche sur case blanche d1 · Tour blanche sur case blanche f1 | Tour noire sur case blanche a8 · Fou noir sur case blanche c8 · Tour noire sur case noire f8 · Roi noir sur case blanche g8 · Pion noir sur case noire a7 · Pion noir sur case blanche b7 · Cavalier noir sur case blanche d7 · Pion noir sur case noire g7 · Pion noir sur case blanche h7 · Pion noir sur case blanche c6 · Pion noir sur case blanche e6 · Pion noir sur case blanche d5 · Pion noir sur case blanche f5 · Cavalier blanc sur case noire g5 · Dame noire sur case blanche h5 · Pion blanc sur case blanche c4 · Pion blanc sur case noire d4 · Pion blanc sur case noire f4 · Cavalier noir sur case blanche g4 · Fou blanc sur case blanche d3 · Pion blanc sur case noire e3 · Pion blanc sur case noire g3 · Pion blanc sur case blanche a2 · Pion blanc sur case noire b2 · Cavalier blanc sur case blanche e2 · Roi blanc sur case blanche g2 · Fou noir sur case noire h2 · Tour blanche sur case noire a1 · Fou blanc sur case noire c1 · Dame blanche sur case blanche d1 · Tour blanche sur case blanche f1 | Tour noire sur case blanche a8 · Fou noir sur case blanche c8 · Tour noire sur case noire f8 · Roi noir sur case blanche g8 · Pion noir sur case noire a7 · Pion noir sur case blanche b7 · Cavalier noir sur case blanche d7 · Pion noir sur case noire g7 · Pion noir sur case blanche h7 · Pion noir sur case blanche c6 · Pion noir sur case blanche e6 · Pion noir sur case blanche d5 · Pion noir sur case blanche f5 · Cavalier blanc sur case noire g5 · Dame noire sur case blanche h5 · Pion blanc sur case blanche c4 · Pion blanc sur case noire d4 · Pion blanc sur case noire f4 · Cavalier noir sur case blanche g4 · Fou blanc sur case blanche d3 · Pion blanc sur case noire e3 · Pion blanc sur case noire g3 · Pion blanc sur case blanche a2 · Pion blanc sur case noire b2 · Cavalier blanc sur case blanche e2 · Roi blanc sur case blanche g2 · Fou noir sur case noire h2 · Tour blanche sur case noire a1 · Fou blanc sur case noire c1 · Dame blanche sur case blanche d1 · Tour blanche sur case blanche f1 | Tour noire sur case blanche a8 · Fou noir sur case blanche c8 · Tour noire sur case noire f8 · Roi noir sur case blanche g8 · Pion noir sur case noire a7 · Pion noir sur case blanche b7 · Cavalier noir sur case blanche d7 · Pion noir sur case noire g7 · Pion noir sur case blanche h7 · Pion noir sur case blanche c6 · Pion noir sur case blanche e6 · Pion noir sur case blanche d5 · Pion noir sur case blanche f5 · Cavalier blanc sur case noire g5 · Dame noire sur case blanche h5 · Pion blanc sur case blanche c4 · Pion blanc sur case noire d4 · Pion blanc sur case noire f4 · Cavalier noir sur case blanche g4 · Fou blanc sur case blanche d3 · Pion blanc sur case noire e3 · Pion blanc sur case noire g3 · Pion blanc sur case blanche a2 · Pion blanc sur case noire b2 · Cavalier blanc sur case blanche e2 · Roi blanc sur case blanche g2 · Fou noir sur case noire h2 · Tour blanche sur case noire a1 · Fou blanc sur case noire c1 · Dame blanche sur case blanche d1 · Tour blanche sur case blanche f1 | Tour noire sur case blanche a8 · Fou noir sur case blanche c8 · Tour noire sur case noire f8 · Roi noir sur case blanche g8 · Pion noir sur case noire a7 · Pion noir sur case blanche b7 · Cavalier noir sur case blanche d7 · Pion noir sur case noire g7 · Pion noir sur case blanche h7 · Pion noir sur case blanche c6 · Pion noir sur case blanche e6 · Pion noir sur case blanche d5 · Pion noir sur case blanche f5 · Cavalier blanc sur case noire g5 · Dame noire sur case blanche h5 · Pion blanc sur case blanche c4 · Pion blanc sur case noire d4 · Pion blanc sur case noire f4 · Cavalier noir sur case blanche g4 · Fou blanc sur case blanche d3 · Pion blanc sur case noire e3 · Pion blanc sur case noire g3 · Pion blanc sur case blanche a2 · Pion blanc sur case noire b2 · Cavalier blanc sur case blanche e2 · Roi blanc sur case blanche g2 · Fou noir sur case noire h2 · Tour blanche sur case noire a1 · Fou blanc sur case noire c1 · Dame blanche sur case blanche d1 · Tour blanche sur case blanche f1 | Tour noire sur case blanche a8 · Fou noir sur case blanche c8 · Tour noire sur case noire f8 · Roi noir sur case blanche g8 · Pion noir sur case noire a7 · Pion noir sur case blanche b7 · Cavalier noir sur case blanche d7 · Pion noir sur case noire g7 · Pion noir sur case blanche h7 · Pion noir sur case blanche c6 · Pion noir sur case blanche e6 · Pion noir sur case blanche d5 · Pion noir sur case blanche f5 · Cavalier blanc sur case noire g5 · Dame noire sur case blanche h5 · Pion blanc sur case blanche c4 · Pion blanc sur case noire d4 · Pion blanc sur case noire f4 · Cavalier noir sur case blanche g4 · Fou blanc sur case blanche d3 · Pion blanc sur case noire e3 · Pion blanc sur case noire g3 · Pion blanc sur case blanche a2 · Pion blanc sur case noire b2 · Cavalier blanc sur case blanche e2 · Roi blanc sur case blanche g2 · Fou noir sur case noire h2 · Tour blanche sur case noire a1 · Fou blanc sur case noire c1 · Dame blanche sur case blanche d1 · Tour blanche sur case blanche f1 | Tour noire sur case blanche a8 · Fou noir sur case blanche c8 · Tour noire sur case noire f8 · Roi noir sur case blanche g8 · Pion noir sur case noire a7 · Pion noir sur case blanche b7 · Cavalier noir sur case blanche d7 · Pion noir sur case noire g7 · Pion noir sur case blanche h7 · Pion noir sur case blanche c6 · Pion noir sur case blanche e6 · Pion noir sur case blanche d5 · Pion noir sur case blanche f5 · Cavalier blanc sur case noire g5 · Dame noire sur case blanche h5 · Pion blanc sur case blanche c4 · Pion blanc sur case noire d4 · Pion blanc sur case noire f4 · Cavalier noir sur case blanche g4 · Fou blanc sur case blanche d3 · Pion blanc sur case noire e3 · Pion blanc sur case noire g3 · Pion blanc sur case blanche a2 · Pion blanc sur case noire b2 · Cavalier blanc sur case blanche e2 · Roi blanc sur case blanche g2 · Fou noir sur case noire h2 · Tour blanche sur case noire a1 · Fou blanc sur case noire c1 · Dame blanche sur case blanche d1 · Tour blanche sur case blanche f1 | 7 |
| 6 | Tour noire sur case blanche a8 · Fou noir sur case blanche c8 · Tour noire sur case noire f8 · Roi noir sur case blanche g8 · Pion noir sur case noire a7 · Pion noir sur case blanche b7 · Cavalier noir sur case blanche d7 · Pion noir sur case noire g7 · Pion noir sur case blanche h7 · Pion noir sur case blanche c6 · Pion noir sur case blanche e6 · Pion noir sur case blanche d5 · Pion noir sur case blanche f5 · Cavalier blanc sur case noire g5 · Dame noire sur case blanche h5 · Pion blanc sur case blanche c4 · Pion blanc sur case noire d4 · Pion blanc sur case noire f4 · Cavalier noir sur case blanche g4 · Fou blanc sur case blanche d3 · Pion blanc sur case noire e3 · Pion blanc sur case noire g3 · Pion blanc sur case blanche a2 · Pion blanc sur case noire b2 · Cavalier blanc sur case blanche e2 · Roi blanc sur case blanche g2 · Fou noir sur case noire h2 · Tour blanche sur case noire a1 · Fou blanc sur case noire c1 · Dame blanche sur case blanche d1 · Tour blanche sur case blanche f1 | Tour noire sur case blanche a8 · Fou noir sur case blanche c8 · Tour noire sur case noire f8 · Roi noir sur case blanche g8 · Pion noir sur case noire a7 · Pion noir sur case blanche b7 · Cavalier noir sur case blanche d7 · Pion noir sur case noire g7 · Pion noir sur case blanche h7 · Pion noir sur case blanche c6 · Pion noir sur case blanche e6 · Pion noir sur case blanche d5 · Pion noir sur case blanche f5 · Cavalier blanc sur case noire g5 · Dame noire sur case blanche h5 · Pion blanc sur case blanche c4 · Pion blanc sur case noire d4 · Pion blanc sur case noire f4 · Cavalier noir sur case blanche g4 · Fou blanc sur case blanche d3 · Pion blanc sur case noire e3 · Pion blanc sur case noire g3 · Pion blanc sur case blanche a2 · Pion blanc sur case noire b2 · Cavalier blanc sur case blanche e2 · Roi blanc sur case blanche g2 · Fou noir sur case noire h2 · Tour blanche sur case noire a1 · Fou blanc sur case noire c1 · Dame blanche sur case blanche d1 · Tour blanche sur case blanche f1 | Tour noire sur case blanche a8 · Fou noir sur case blanche c8 · Tour noire sur case noire f8 · Roi noir sur case blanche g8 · Pion noir sur case noire a7 · Pion noir sur case blanche b7 · Cavalier noir sur case blanche d7 · Pion noir sur case noire g7 · Pion noir sur case blanche h7 · Pion noir sur case blanche c6 · Pion noir sur case blanche e6 · Pion noir sur case blanche d5 · Pion noir sur case blanche f5 · Cavalier blanc sur case noire g5 · Dame noire sur case blanche h5 · Pion blanc sur case blanche c4 · Pion blanc sur case noire d4 · Pion blanc sur case noire f4 · Cavalier noir sur case blanche g4 · Fou blanc sur case blanche d3 · Pion blanc sur case noire e3 · Pion blanc sur case noire g3 · Pion blanc sur case blanche a2 · Pion blanc sur case noire b2 · Cavalier blanc sur case blanche e2 · Roi blanc sur case blanche g2 · Fou noir sur case noire h2 · Tour blanche sur case noire a1 · Fou blanc sur case noire c1 · Dame blanche sur case blanche d1 · Tour blanche sur case blanche f1 | Tour noire sur case blanche a8 · Fou noir sur case blanche c8 · Tour noire sur case noire f8 · Roi noir sur case blanche g8 · Pion noir sur case noire a7 · Pion noir sur case blanche b7 · Cavalier noir sur case blanche d7 · Pion noir sur case noire g7 · Pion noir sur case blanche h7 · Pion noir sur case blanche c6 · Pion noir sur case blanche e6 · Pion noir sur case blanche d5 · Pion noir sur case blanche f5 · Cavalier blanc sur case noire g5 · Dame noire sur case blanche h5 · Pion blanc sur case blanche c4 · Pion blanc sur case noire d4 · Pion blanc sur case noire f4 · Cavalier noir sur case blanche g4 · Fou blanc sur case blanche d3 · Pion blanc sur case noire e3 · Pion blanc sur case noire g3 · Pion blanc sur case blanche a2 · Pion blanc sur case noire b2 · Cavalier blanc sur case blanche e2 · Roi blanc sur case blanche g2 · Fou noir sur case noire h2 · Tour blanche sur case noire a1 · Fou blanc sur case noire c1 · Dame blanche sur case blanche d1 · Tour blanche sur case blanche f1 | Tour noire sur case blanche a8 · Fou noir sur case blanche c8 · Tour noire sur case noire f8 · Roi noir sur case blanche g8 · Pion noir sur case noire a7 · Pion noir sur case blanche b7 · Cavalier noir sur case blanche d7 · Pion noir sur case noire g7 · Pion noir sur case blanche h7 · Pion noir sur case blanche c6 · Pion noir sur case blanche e6 · Pion noir sur case blanche d5 · Pion noir sur case blanche f5 · Cavalier blanc sur case noire g5 · Dame noire sur case blanche h5 · Pion blanc sur case blanche c4 · Pion blanc sur case noire d4 · Pion blanc sur case noire f4 · Cavalier noir sur case blanche g4 · Fou blanc sur case blanche d3 · Pion blanc sur case noire e3 · Pion blanc sur case noire g3 · Pion blanc sur case blanche a2 · Pion blanc sur case noire b2 · Cavalier blanc sur case blanche e2 · Roi blanc sur case blanche g2 · Fou noir sur case noire h2 · Tour blanche sur case noire a1 · Fou blanc sur case noire c1 · Dame blanche sur case blanche d1 · Tour blanche sur case blanche f1 | Tour noire sur case blanche a8 · Fou noir sur case blanche c8 · Tour noire sur case noire f8 · Roi noir sur case blanche g8 · Pion noir sur case noire a7 · Pion noir sur case blanche b7 · Cavalier noir sur case blanche d7 · Pion noir sur case noire g7 · Pion noir sur case blanche h7 · Pion noir sur case blanche c6 · Pion noir sur case blanche e6 · Pion noir sur case blanche d5 · Pion noir sur case blanche f5 · Cavalier blanc sur case noire g5 · Dame noire sur case blanche h5 · Pion blanc sur case blanche c4 · Pion blanc sur case noire d4 · Pion blanc sur case noire f4 · Cavalier noir sur case blanche g4 · Fou blanc sur case blanche d3 · Pion blanc sur case noire e3 · Pion blanc sur case noire g3 · Pion blanc sur case blanche a2 · Pion blanc sur case noire b2 · Cavalier blanc sur case blanche e2 · Roi blanc sur case blanche g2 · Fou noir sur case noire h2 · Tour blanche sur case noire a1 · Fou blanc sur case noire c1 · Dame blanche sur case blanche d1 · Tour blanche sur case blanche f1 | Tour noire sur case blanche a8 · Fou noir sur case blanche c8 · Tour noire sur case noire f8 · Roi noir sur case blanche g8 · Pion noir sur case noire a7 · Pion noir sur case blanche b7 · Cavalier noir sur case blanche d7 · Pion noir sur case noire g7 · Pion noir sur case blanche h7 · Pion noir sur case blanche c6 · Pion noir sur case blanche e6 · Pion noir sur case blanche d5 · Pion noir sur case blanche f5 · Cavalier blanc sur case noire g5 · Dame noire sur case blanche h5 · Pion blanc sur case blanche c4 · Pion blanc sur case noire d4 · Pion blanc sur case noire f4 · Cavalier noir sur case blanche g4 · Fou blanc sur case blanche d3 · Pion blanc sur case noire e3 · Pion blanc sur case noire g3 · Pion blanc sur case blanche a2 · Pion blanc sur case noire b2 · Cavalier blanc sur case blanche e2 · Roi blanc sur case blanche g2 · Fou noir sur case noire h2 · Tour blanche sur case noire a1 · Fou blanc sur case noire c1 · Dame blanche sur case blanche d1 · Tour blanche sur case blanche f1 | Tour noire sur case blanche a8 · Fou noir sur case blanche c8 · Tour noire sur case noire f8 · Roi noir sur case blanche g8 · Pion noir sur case noire a7 · Pion noir sur case blanche b7 · Cavalier noir sur case blanche d7 · Pion noir sur case noire g7 · Pion noir sur case blanche h7 · Pion noir sur case blanche c6 · Pion noir sur case blanche e6 · Pion noir sur case blanche d5 · Pion noir sur case blanche f5 · Cavalier blanc sur case noire g5 · Dame noire sur case blanche h5 · Pion blanc sur case blanche c4 · Pion blanc sur case noire d4 · Pion blanc sur case noire f4 · Cavalier noir sur case blanche g4 · Fou blanc sur case blanche d3 · Pion blanc sur case noire e3 · Pion blanc sur case noire g3 · Pion blanc sur case blanche a2 · Pion blanc sur case noire b2 · Cavalier blanc sur case blanche e2 · Roi blanc sur case blanche g2 · Fou noir sur case noire h2 · Tour blanche sur case noire a1 · Fou blanc sur case noire c1 · Dame blanche sur case blanche d1 · Tour blanche sur case blanche f1 | 6 |
| 5 | Tour noire sur case blanche a8 · Fou noir sur case blanche c8 · Tour noire sur case noire f8 · Roi noir sur case blanche g8 · Pion noir sur case noire a7 · Pion noir sur case blanche b7 · Cavalier noir sur case blanche d7 · Pion noir sur case noire g7 · Pion noir sur case blanche h7 · Pion noir sur case blanche c6 · Pion noir sur case blanche e6 · Pion noir sur case blanche d5 · Pion noir sur case blanche f5 · Cavalier blanc sur case noire g5 · Dame noire sur case blanche h5 · Pion blanc sur case blanche c4 · Pion blanc sur case noire d4 · Pion blanc sur case noire f4 · Cavalier noir sur case blanche g4 · Fou blanc sur case blanche d3 · Pion blanc sur case noire e3 · Pion blanc sur case noire g3 · Pion blanc sur case blanche a2 · Pion blanc sur case noire b2 · Cavalier blanc sur case blanche e2 · Roi blanc sur case blanche g2 · Fou noir sur case noire h2 · Tour blanche sur case noire a1 · Fou blanc sur case noire c1 · Dame blanche sur case blanche d1 · Tour blanche sur case blanche f1 | Tour noire sur case blanche a8 · Fou noir sur case blanche c8 · Tour noire sur case noire f8 · Roi noir sur case blanche g8 · Pion noir sur case noire a7 · Pion noir sur case blanche b7 · Cavalier noir sur case blanche d7 · Pion noir sur case noire g7 · Pion noir sur case blanche h7 · Pion noir sur case blanche c6 · Pion noir sur case blanche e6 · Pion noir sur case blanche d5 · Pion noir sur case blanche f5 · Cavalier blanc sur case noire g5 · Dame noire sur case blanche h5 · Pion blanc sur case blanche c4 · Pion blanc sur case noire d4 · Pion blanc sur case noire f4 · Cavalier noir sur case blanche g4 · Fou blanc sur case blanche d3 · Pion blanc sur case noire e3 · Pion blanc sur case noire g3 · Pion blanc sur case blanche a2 · Pion blanc sur case noire b2 · Cavalier blanc sur case blanche e2 · Roi blanc sur case blanche g2 · Fou noir sur case noire h2 · Tour blanche sur case noire a1 · Fou blanc sur case noire c1 · Dame blanche sur case blanche d1 · Tour blanche sur case blanche f1 | Tour noire sur case blanche a8 · Fou noir sur case blanche c8 · Tour noire sur case noire f8 · Roi noir sur case blanche g8 · Pion noir sur case noire a7 · Pion noir sur case blanche b7 · Cavalier noir sur case blanche d7 · Pion noir sur case noire g7 · Pion noir sur case blanche h7 · Pion noir sur case blanche c6 · Pion noir sur case blanche e6 · Pion noir sur case blanche d5 · Pion noir sur case blanche f5 · Cavalier blanc sur case noire g5 · Dame noire sur case blanche h5 · Pion blanc sur case blanche c4 · Pion blanc sur case noire d4 · Pion blanc sur case noire f4 · Cavalier noir sur case blanche g4 · Fou blanc sur case blanche d3 · Pion blanc sur case noire e3 · Pion blanc sur case noire g3 · Pion blanc sur case blanche a2 · Pion blanc sur case noire b2 · Cavalier blanc sur case blanche e2 · Roi blanc sur case blanche g2 · Fou noir sur case noire h2 · Tour blanche sur case noire a1 · Fou blanc sur case noire c1 · Dame blanche sur case blanche d1 · Tour blanche sur case blanche f1 | Tour noire sur case blanche a8 · Fou noir sur case blanche c8 · Tour noire sur case noire f8 · Roi noir sur case blanche g8 · Pion noir sur case noire a7 · Pion noir sur case blanche b7 · Cavalier noir sur case blanche d7 · Pion noir sur case noire g7 · Pion noir sur case blanche h7 · Pion noir sur case blanche c6 · Pion noir sur case blanche e6 · Pion noir sur case blanche d5 · Pion noir sur case blanche f5 · Cavalier blanc sur case noire g5 · Dame noire sur case blanche h5 · Pion blanc sur case blanche c4 · Pion blanc sur case noire d4 · Pion blanc sur case noire f4 · Cavalier noir sur case blanche g4 · Fou blanc sur case blanche d3 · Pion blanc sur case noire e3 · Pion blanc sur case noire g3 · Pion blanc sur case blanche a2 · Pion blanc sur case noire b2 · Cavalier blanc sur case blanche e2 · Roi blanc sur case blanche g2 · Fou noir sur case noire h2 · Tour blanche sur case noire a1 · Fou blanc sur case noire c1 · Dame blanche sur case blanche d1 · Tour blanche sur case blanche f1 | Tour noire sur case blanche a8 · Fou noir sur case blanche c8 · Tour noire sur case noire f8 · Roi noir sur case blanche g8 · Pion noir sur case noire a7 · Pion noir sur case blanche b7 · Cavalier noir sur case blanche d7 · Pion noir sur case noire g7 · Pion noir sur case blanche h7 · Pion noir sur case blanche c6 · Pion noir sur case blanche e6 · Pion noir sur case blanche d5 · Pion noir sur case blanche f5 · Cavalier blanc sur case noire g5 · Dame noire sur case blanche h5 · Pion blanc sur case blanche c4 · Pion blanc sur case noire d4 · Pion blanc sur case noire f4 · Cavalier noir sur case blanche g4 · Fou blanc sur case blanche d3 · Pion blanc sur case noire e3 · Pion blanc sur case noire g3 · Pion blanc sur case blanche a2 · Pion blanc sur case noire b2 · Cavalier blanc sur case blanche e2 · Roi blanc sur case blanche g2 · Fou noir sur case noire h2 · Tour blanche sur case noire a1 · Fou blanc sur case noire c1 · Dame blanche sur case blanche d1 · Tour blanche sur case blanche f1 | Tour noire sur case blanche a8 · Fou noir sur case blanche c8 · Tour noire sur case noire f8 · Roi noir sur case blanche g8 · Pion noir sur case noire a7 · Pion noir sur case blanche b7 · Cavalier noir sur case blanche d7 · Pion noir sur case noire g7 · Pion noir sur case blanche h7 · Pion noir sur case blanche c6 · Pion noir sur case blanche e6 · Pion noir sur case blanche d5 · Pion noir sur case blanche f5 · Cavalier blanc sur case noire g5 · Dame noire sur case blanche h5 · Pion blanc sur case blanche c4 · Pion blanc sur case noire d4 · Pion blanc sur case noire f4 · Cavalier noir sur case blanche g4 · Fou blanc sur case blanche d3 · Pion blanc sur case noire e3 · Pion blanc sur case noire g3 · Pion blanc sur case blanche a2 · Pion blanc sur case noire b2 · Cavalier blanc sur case blanche e2 · Roi blanc sur case blanche g2 · Fou noir sur case noire h2 · Tour blanche sur case noire a1 · Fou blanc sur case noire c1 · Dame blanche sur case blanche d1 · Tour blanche sur case blanche f1 | Tour noire sur case blanche a8 · Fou noir sur case blanche c8 · Tour noire sur case noire f8 · Roi noir sur case blanche g8 · Pion noir sur case noire a7 · Pion noir sur case blanche b7 · Cavalier noir sur case blanche d7 · Pion noir sur case noire g7 · Pion noir sur case blanche h7 · Pion noir sur case blanche c6 · Pion noir sur case blanche e6 · Pion noir sur case blanche d5 · Pion noir sur case blanche f5 · Cavalier blanc sur case noire g5 · Dame noire sur case blanche h5 · Pion blanc sur case blanche c4 · Pion blanc sur case noire d4 · Pion blanc sur case noire f4 · Cavalier noir sur case blanche g4 · Fou blanc sur case blanche d3 · Pion blanc sur case noire e3 · Pion blanc sur case noire g3 · Pion blanc sur case blanche a2 · Pion blanc sur case noire b2 · Cavalier blanc sur case blanche e2 · Roi blanc sur case blanche g2 · Fou noir sur case noire h2 · Tour blanche sur case noire a1 · Fou blanc sur case noire c1 · Dame blanche sur case blanche d1 · Tour blanche sur case blanche f1 | Tour noire sur case blanche a8 · Fou noir sur case blanche c8 · Tour noire sur case noire f8 · Roi noir sur case blanche g8 · Pion noir sur case noire a7 · Pion noir sur case blanche b7 · Cavalier noir sur case blanche d7 · Pion noir sur case noire g7 · Pion noir sur case blanche h7 · Pion noir sur case blanche c6 · Pion noir sur case blanche e6 · Pion noir sur case blanche d5 · Pion noir sur case blanche f5 · Cavalier blanc sur case noire g5 · Dame noire sur case blanche h5 · Pion blanc sur case blanche c4 · Pion blanc sur case noire d4 · Pion blanc sur case noire f4 · Cavalier noir sur case blanche g4 · Fou blanc sur case blanche d3 · Pion blanc sur case noire e3 · Pion blanc sur case noire g3 · Pion blanc sur case blanche a2 · Pion blanc sur case noire b2 · Cavalier blanc sur case blanche e2 · Roi blanc sur case blanche g2 · Fou noir sur case noire h2 · Tour blanche sur case noire a1 · Fou blanc sur case noire c1 · Dame blanche sur case blanche d1 · Tour blanche sur case blanche f1 | 5 |
| 4 | Tour noire sur case blanche a8 · Fou noir sur case blanche c8 · Tour noire sur case noire f8 · Roi noir sur case blanche g8 · Pion noir sur case noire a7 · Pion noir sur case blanche b7 · Cavalier noir sur case blanche d7 · Pion noir sur case noire g7 · Pion noir sur case blanche h7 · Pion noir sur case blanche c6 · Pion noir sur case blanche e6 · Pion noir sur case blanche d5 · Pion noir sur case blanche f5 · Cavalier blanc sur case noire g5 · Dame noire sur case blanche h5 · Pion blanc sur case blanche c4 · Pion blanc sur case noire d4 · Pion blanc sur case noire f4 · Cavalier noir sur case blanche g4 · Fou blanc sur case blanche d3 · Pion blanc sur case noire e3 · Pion blanc sur case noire g3 · Pion blanc sur case blanche a2 · Pion blanc sur case noire b2 · Cavalier blanc sur case blanche e2 · Roi blanc sur case blanche g2 · Fou noir sur case noire h2 · Tour blanche sur case noire a1 · Fou blanc sur case noire c1 · Dame blanche sur case blanche d1 · Tour blanche sur case blanche f1 | Tour noire sur case blanche a8 · Fou noir sur case blanche c8 · Tour noire sur case noire f8 · Roi noir sur case blanche g8 · Pion noir sur case noire a7 · Pion noir sur case blanche b7 · Cavalier noir sur case blanche d7 · Pion noir sur case noire g7 · Pion noir sur case blanche h7 · Pion noir sur case blanche c6 · Pion noir sur case blanche e6 · Pion noir sur case blanche d5 · Pion noir sur case blanche f5 · Cavalier blanc sur case noire g5 · Dame noire sur case blanche h5 · Pion blanc sur case blanche c4 · Pion blanc sur case noire d4 · Pion blanc sur case noire f4 · Cavalier noir sur case blanche g4 · Fou blanc sur case blanche d3 · Pion blanc sur case noire e3 · Pion blanc sur case noire g3 · Pion blanc sur case blanche a2 · Pion blanc sur case noire b2 · Cavalier blanc sur case blanche e2 · Roi blanc sur case blanche g2 · Fou noir sur case noire h2 · Tour blanche sur case noire a1 · Fou blanc sur case noire c1 · Dame blanche sur case blanche d1 · Tour blanche sur case blanche f1 | Tour noire sur case blanche a8 · Fou noir sur case blanche c8 · Tour noire sur case noire f8 · Roi noir sur case blanche g8 · Pion noir sur case noire a7 · Pion noir sur case blanche b7 · Cavalier noir sur case blanche d7 · Pion noir sur case noire g7 · Pion noir sur case blanche h7 · Pion noir sur case blanche c6 · Pion noir sur case blanche e6 · Pion noir sur case blanche d5 · Pion noir sur case blanche f5 · Cavalier blanc sur case noire g5 · Dame noire sur case blanche h5 · Pion blanc sur case blanche c4 · Pion blanc sur case noire d4 · Pion blanc sur case noire f4 · Cavalier noir sur case blanche g4 · Fou blanc sur case blanche d3 · Pion blanc sur case noire e3 · Pion blanc sur case noire g3 · Pion blanc sur case blanche a2 · Pion blanc sur case noire b2 · Cavalier blanc sur case blanche e2 · Roi blanc sur case blanche g2 · Fou noir sur case noire h2 · Tour blanche sur case noire a1 · Fou blanc sur case noire c1 · Dame blanche sur case blanche d1 · Tour blanche sur case blanche f1 | Tour noire sur case blanche a8 · Fou noir sur case blanche c8 · Tour noire sur case noire f8 · Roi noir sur case blanche g8 · Pion noir sur case noire a7 · Pion noir sur case blanche b7 · Cavalier noir sur case blanche d7 · Pion noir sur case noire g7 · Pion noir sur case blanche h7 · Pion noir sur case blanche c6 · Pion noir sur case blanche e6 · Pion noir sur case blanche d5 · Pion noir sur case blanche f5 · Cavalier blanc sur case noire g5 · Dame noire sur case blanche h5 · Pion blanc sur case blanche c4 · Pion blanc sur case noire d4 · Pion blanc sur case noire f4 · Cavalier noir sur case blanche g4 · Fou blanc sur case blanche d3 · Pion blanc sur case noire e3 · Pion blanc sur case noire g3 · Pion blanc sur case blanche a2 · Pion blanc sur case noire b2 · Cavalier blanc sur case blanche e2 · Roi blanc sur case blanche g2 · Fou noir sur case noire h2 · Tour blanche sur case noire a1 · Fou blanc sur case noire c1 · Dame blanche sur case blanche d1 · Tour blanche sur case blanche f1 | Tour noire sur case blanche a8 · Fou noir sur case blanche c8 · Tour noire sur case noire f8 · Roi noir sur case blanche g8 · Pion noir sur case noire a7 · Pion noir sur case blanche b7 · Cavalier noir sur case blanche d7 · Pion noir sur case noire g7 · Pion noir sur case blanche h7 · Pion noir sur case blanche c6 · Pion noir sur case blanche e6 · Pion noir sur case blanche d5 · Pion noir sur case blanche f5 · Cavalier blanc sur case noire g5 · Dame noire sur case blanche h5 · Pion blanc sur case blanche c4 · Pion blanc sur case noire d4 · Pion blanc sur case noire f4 · Cavalier noir sur case blanche g4 · Fou blanc sur case blanche d3 · Pion blanc sur case noire e3 · Pion blanc sur case noire g3 · Pion blanc sur case blanche a2 · Pion blanc sur case noire b2 · Cavalier blanc sur case blanche e2 · Roi blanc sur case blanche g2 · Fou noir sur case noire h2 · Tour blanche sur case noire a1 · Fou blanc sur case noire c1 · Dame blanche sur case blanche d1 · Tour blanche sur case blanche f1 | Tour noire sur case blanche a8 · Fou noir sur case blanche c8 · Tour noire sur case noire f8 · Roi noir sur case blanche g8 · Pion noir sur case noire a7 · Pion noir sur case blanche b7 · Cavalier noir sur case blanche d7 · Pion noir sur case noire g7 · Pion noir sur case blanche h7 · Pion noir sur case blanche c6 · Pion noir sur case blanche e6 · Pion noir sur case blanche d5 · Pion noir sur case blanche f5 · Cavalier blanc sur case noire g5 · Dame noire sur case blanche h5 · Pion blanc sur case blanche c4 · Pion blanc sur case noire d4 · Pion blanc sur case noire f4 · Cavalier noir sur case blanche g4 · Fou blanc sur case blanche d3 · Pion blanc sur case noire e3 · Pion blanc sur case noire g3 · Pion blanc sur case blanche a2 · Pion blanc sur case noire b2 · Cavalier blanc sur case blanche e2 · Roi blanc sur case blanche g2 · Fou noir sur case noire h2 · Tour blanche sur case noire a1 · Fou blanc sur case noire c1 · Dame blanche sur case blanche d1 · Tour blanche sur case blanche f1 | Tour noire sur case blanche a8 · Fou noir sur case blanche c8 · Tour noire sur case noire f8 · Roi noir sur case blanche g8 · Pion noir sur case noire a7 · Pion noir sur case blanche b7 · Cavalier noir sur case blanche d7 · Pion noir sur case noire g7 · Pion noir sur case blanche h7 · Pion noir sur case blanche c6 · Pion noir sur case blanche e6 · Pion noir sur case blanche d5 · Pion noir sur case blanche f5 · Cavalier blanc sur case noire g5 · Dame noire sur case blanche h5 · Pion blanc sur case blanche c4 · Pion blanc sur case noire d4 · Pion blanc sur case noire f4 · Cavalier noir sur case blanche g4 · Fou blanc sur case blanche d3 · Pion blanc sur case noire e3 · Pion blanc sur case noire g3 · Pion blanc sur case blanche a2 · Pion blanc sur case noire b2 · Cavalier blanc sur case blanche e2 · Roi blanc sur case blanche g2 · Fou noir sur case noire h2 · Tour blanche sur case noire a1 · Fou blanc sur case noire c1 · Dame blanche sur case blanche d1 · Tour blanche sur case blanche f1 | Tour noire sur case blanche a8 · Fou noir sur case blanche c8 · Tour noire sur case noire f8 · Roi noir sur case blanche g8 · Pion noir sur case noire a7 · Pion noir sur case blanche b7 · Cavalier noir sur case blanche d7 · Pion noir sur case noire g7 · Pion noir sur case blanche h7 · Pion noir sur case blanche c6 · Pion noir sur case blanche e6 · Pion noir sur case blanche d5 · Pion noir sur case blanche f5 · Cavalier blanc sur case noire g5 · Dame noire sur case blanche h5 · Pion blanc sur case blanche c4 · Pion blanc sur case noire d4 · Pion blanc sur case noire f4 · Cavalier noir sur case blanche g4 · Fou blanc sur case blanche d3 · Pion blanc sur case noire e3 · Pion blanc sur case noire g3 · Pion blanc sur case blanche a2 · Pion blanc sur case noire b2 · Cavalier blanc sur case blanche e2 · Roi blanc sur case blanche g2 · Fou noir sur case noire h2 · Tour blanche sur case noire a1 · Fou blanc sur case noire c1 · Dame blanche sur case blanche d1 · Tour blanche sur case blanche f1 | 4 |
| 3 | Tour noire sur case blanche a8 · Fou noir sur case blanche c8 · Tour noire sur case noire f8 · Roi noir sur case blanche g8 · Pion noir sur case noire a7 · Pion noir sur case blanche b7 · Cavalier noir sur case blanche d7 · Pion noir sur case noire g7 · Pion noir sur case blanche h7 · Pion noir sur case blanche c6 · Pion noir sur case blanche e6 · Pion noir sur case blanche d5 · Pion noir sur case blanche f5 · Cavalier blanc sur case noire g5 · Dame noire sur case blanche h5 · Pion blanc sur case blanche c4 · Pion blanc sur case noire d4 · Pion blanc sur case noire f4 · Cavalier noir sur case blanche g4 · Fou blanc sur case blanche d3 · Pion blanc sur case noire e3 · Pion blanc sur case noire g3 · Pion blanc sur case blanche a2 · Pion blanc sur case noire b2 · Cavalier blanc sur case blanche e2 · Roi blanc sur case blanche g2 · Fou noir sur case noire h2 · Tour blanche sur case noire a1 · Fou blanc sur case noire c1 · Dame blanche sur case blanche d1 · Tour blanche sur case blanche f1 | Tour noire sur case blanche a8 · Fou noir sur case blanche c8 · Tour noire sur case noire f8 · Roi noir sur case blanche g8 · Pion noir sur case noire a7 · Pion noir sur case blanche b7 · Cavalier noir sur case blanche d7 · Pion noir sur case noire g7 · Pion noir sur case blanche h7 · Pion noir sur case blanche c6 · Pion noir sur case blanche e6 · Pion noir sur case blanche d5 · Pion noir sur case blanche f5 · Cavalier blanc sur case noire g5 · Dame noire sur case blanche h5 · Pion blanc sur case blanche c4 · Pion blanc sur case noire d4 · Pion blanc sur case noire f4 · Cavalier noir sur case blanche g4 · Fou blanc sur case blanche d3 · Pion blanc sur case noire e3 · Pion blanc sur case noire g3 · Pion blanc sur case blanche a2 · Pion blanc sur case noire b2 · Cavalier blanc sur case blanche e2 · Roi blanc sur case blanche g2 · Fou noir sur case noire h2 · Tour blanche sur case noire a1 · Fou blanc sur case noire c1 · Dame blanche sur case blanche d1 · Tour blanche sur case blanche f1 | Tour noire sur case blanche a8 · Fou noir sur case blanche c8 · Tour noire sur case noire f8 · Roi noir sur case blanche g8 · Pion noir sur case noire a7 · Pion noir sur case blanche b7 · Cavalier noir sur case blanche d7 · Pion noir sur case noire g7 · Pion noir sur case blanche h7 · Pion noir sur case blanche c6 · Pion noir sur case blanche e6 · Pion noir sur case blanche d5 · Pion noir sur case blanche f5 · Cavalier blanc sur case noire g5 · Dame noire sur case blanche h5 · Pion blanc sur case blanche c4 · Pion blanc sur case noire d4 · Pion blanc sur case noire f4 · Cavalier noir sur case blanche g4 · Fou blanc sur case blanche d3 · Pion blanc sur case noire e3 · Pion blanc sur case noire g3 · Pion blanc sur case blanche a2 · Pion blanc sur case noire b2 · Cavalier blanc sur case blanche e2 · Roi blanc sur case blanche g2 · Fou noir sur case noire h2 · Tour blanche sur case noire a1 · Fou blanc sur case noire c1 · Dame blanche sur case blanche d1 · Tour blanche sur case blanche f1 | Tour noire sur case blanche a8 · Fou noir sur case blanche c8 · Tour noire sur case noire f8 · Roi noir sur case blanche g8 · Pion noir sur case noire a7 · Pion noir sur case blanche b7 · Cavalier noir sur case blanche d7 · Pion noir sur case noire g7 · Pion noir sur case blanche h7 · Pion noir sur case blanche c6 · Pion noir sur case blanche e6 · Pion noir sur case blanche d5 · Pion noir sur case blanche f5 · Cavalier blanc sur case noire g5 · Dame noire sur case blanche h5 · Pion blanc sur case blanche c4 · Pion blanc sur case noire d4 · Pion blanc sur case noire f4 · Cavalier noir sur case blanche g4 · Fou blanc sur case blanche d3 · Pion blanc sur case noire e3 · Pion blanc sur case noire g3 · Pion blanc sur case blanche a2 · Pion blanc sur case noire b2 · Cavalier blanc sur case blanche e2 · Roi blanc sur case blanche g2 · Fou noir sur case noire h2 · Tour blanche sur case noire a1 · Fou blanc sur case noire c1 · Dame blanche sur case blanche d1 · Tour blanche sur case blanche f1 | Tour noire sur case blanche a8 · Fou noir sur case blanche c8 · Tour noire sur case noire f8 · Roi noir sur case blanche g8 · Pion noir sur case noire a7 · Pion noir sur case blanche b7 · Cavalier noir sur case blanche d7 · Pion noir sur case noire g7 · Pion noir sur case blanche h7 · Pion noir sur case blanche c6 · Pion noir sur case blanche e6 · Pion noir sur case blanche d5 · Pion noir sur case blanche f5 · Cavalier blanc sur case noire g5 · Dame noire sur case blanche h5 · Pion blanc sur case blanche c4 · Pion blanc sur case noire d4 · Pion blanc sur case noire f4 · Cavalier noir sur case blanche g4 · Fou blanc sur case blanche d3 · Pion blanc sur case noire e3 · Pion blanc sur case noire g3 · Pion blanc sur case blanche a2 · Pion blanc sur case noire b2 · Cavalier blanc sur case blanche e2 · Roi blanc sur case blanche g2 · Fou noir sur case noire h2 · Tour blanche sur case noire a1 · Fou blanc sur case noire c1 · Dame blanche sur case blanche d1 · Tour blanche sur case blanche f1 | Tour noire sur case blanche a8 · Fou noir sur case blanche c8 · Tour noire sur case noire f8 · Roi noir sur case blanche g8 · Pion noir sur case noire a7 · Pion noir sur case blanche b7 · Cavalier noir sur case blanche d7 · Pion noir sur case noire g7 · Pion noir sur case blanche h7 · Pion noir sur case blanche c6 · Pion noir sur case blanche e6 · Pion noir sur case blanche d5 · Pion noir sur case blanche f5 · Cavalier blanc sur case noire g5 · Dame noire sur case blanche h5 · Pion blanc sur case blanche c4 · Pion blanc sur case noire d4 · Pion blanc sur case noire f4 · Cavalier noir sur case blanche g4 · Fou blanc sur case blanche d3 · Pion blanc sur case noire e3 · Pion blanc sur case noire g3 · Pion blanc sur case blanche a2 · Pion blanc sur case noire b2 · Cavalier blanc sur case blanche e2 · Roi blanc sur case blanche g2 · Fou noir sur case noire h2 · Tour blanche sur case noire a1 · Fou blanc sur case noire c1 · Dame blanche sur case blanche d1 · Tour blanche sur case blanche f1 | Tour noire sur case blanche a8 · Fou noir sur case blanche c8 · Tour noire sur case noire f8 · Roi noir sur case blanche g8 · Pion noir sur case noire a7 · Pion noir sur case blanche b7 · Cavalier noir sur case blanche d7 · Pion noir sur case noire g7 · Pion noir sur case blanche h7 · Pion noir sur case blanche c6 · Pion noir sur case blanche e6 · Pion noir sur case blanche d5 · Pion noir sur case blanche f5 · Cavalier blanc sur case noire g5 · Dame noire sur case blanche h5 · Pion blanc sur case blanche c4 · Pion blanc sur case noire d4 · Pion blanc sur case noire f4 · Cavalier noir sur case blanche g4 · Fou blanc sur case blanche d3 · Pion blanc sur case noire e3 · Pion blanc sur case noire g3 · Pion blanc sur case blanche a2 · Pion blanc sur case noire b2 · Cavalier blanc sur case blanche e2 · Roi blanc sur case blanche g2 · Fou noir sur case noire h2 · Tour blanche sur case noire a1 · Fou blanc sur case noire c1 · Dame blanche sur case blanche d1 · Tour blanche sur case blanche f1 | Tour noire sur case blanche a8 · Fou noir sur case blanche c8 · Tour noire sur case noire f8 · Roi noir sur case blanche g8 · Pion noir sur case noire a7 · Pion noir sur case blanche b7 · Cavalier noir sur case blanche d7 · Pion noir sur case noire g7 · Pion noir sur case blanche h7 · Pion noir sur case blanche c6 · Pion noir sur case blanche e6 · Pion noir sur case blanche d5 · Pion noir sur case blanche f5 · Cavalier blanc sur case noire g5 · Dame noire sur case blanche h5 · Pion blanc sur case blanche c4 · Pion blanc sur case noire d4 · Pion blanc sur case noire f4 · Cavalier noir sur case blanche g4 · Fou blanc sur case blanche d3 · Pion blanc sur case noire e3 · Pion blanc sur case noire g3 · Pion blanc sur case blanche a2 · Pion blanc sur case noire b2 · Cavalier blanc sur case blanche e2 · Roi blanc sur case blanche g2 · Fou noir sur case noire h2 · Tour blanche sur case noire a1 · Fou blanc sur case noire c1 · Dame blanche sur case blanche d1 · Tour blanche sur case blanche f1 | 3 |
| 2 | Tour noire sur case blanche a8 · Fou noir sur case blanche c8 · Tour noire sur case noire f8 · Roi noir sur case blanche g8 · Pion noir sur case noire a7 · Pion noir sur case blanche b7 · Cavalier noir sur case blanche d7 · Pion noir sur case noire g7 · Pion noir sur case blanche h7 · Pion noir sur case blanche c6 · Pion noir sur case blanche e6 · Pion noir sur case blanche d5 · Pion noir sur case blanche f5 · Cavalier blanc sur case noire g5 · Dame noire sur case blanche h5 · Pion blanc sur case blanche c4 · Pion blanc sur case noire d4 · Pion blanc sur case noire f4 · Cavalier noir sur case blanche g4 · Fou blanc sur case blanche d3 · Pion blanc sur case noire e3 · Pion blanc sur case noire g3 · Pion blanc sur case blanche a2 · Pion blanc sur case noire b2 · Cavalier blanc sur case blanche e2 · Roi blanc sur case blanche g2 · Fou noir sur case noire h2 · Tour blanche sur case noire a1 · Fou blanc sur case noire c1 · Dame blanche sur case blanche d1 · Tour blanche sur case blanche f1 | Tour noire sur case blanche a8 · Fou noir sur case blanche c8 · Tour noire sur case noire f8 · Roi noir sur case blanche g8 · Pion noir sur case noire a7 · Pion noir sur case blanche b7 · Cavalier noir sur case blanche d7 · Pion noir sur case noire g7 · Pion noir sur case blanche h7 · Pion noir sur case blanche c6 · Pion noir sur case blanche e6 · Pion noir sur case blanche d5 · Pion noir sur case blanche f5 · Cavalier blanc sur case noire g5 · Dame noire sur case blanche h5 · Pion blanc sur case blanche c4 · Pion blanc sur case noire d4 · Pion blanc sur case noire f4 · Cavalier noir sur case blanche g4 · Fou blanc sur case blanche d3 · Pion blanc sur case noire e3 · Pion blanc sur case noire g3 · Pion blanc sur case blanche a2 · Pion blanc sur case noire b2 · Cavalier blanc sur case blanche e2 · Roi blanc sur case blanche g2 · Fou noir sur case noire h2 · Tour blanche sur case noire a1 · Fou blanc sur case noire c1 · Dame blanche sur case blanche d1 · Tour blanche sur case blanche f1 | Tour noire sur case blanche a8 · Fou noir sur case blanche c8 · Tour noire sur case noire f8 · Roi noir sur case blanche g8 · Pion noir sur case noire a7 · Pion noir sur case blanche b7 · Cavalier noir sur case blanche d7 · Pion noir sur case noire g7 · Pion noir sur case blanche h7 · Pion noir sur case blanche c6 · Pion noir sur case blanche e6 · Pion noir sur case blanche d5 · Pion noir sur case blanche f5 · Cavalier blanc sur case noire g5 · Dame noire sur case blanche h5 · Pion blanc sur case blanche c4 · Pion blanc sur case noire d4 · Pion blanc sur case noire f4 · Cavalier noir sur case blanche g4 · Fou blanc sur case blanche d3 · Pion blanc sur case noire e3 · Pion blanc sur case noire g3 · Pion blanc sur case blanche a2 · Pion blanc sur case noire b2 · Cavalier blanc sur case blanche e2 · Roi blanc sur case blanche g2 · Fou noir sur case noire h2 · Tour blanche sur case noire a1 · Fou blanc sur case noire c1 · Dame blanche sur case blanche d1 · Tour blanche sur case blanche f1 | Tour noire sur case blanche a8 · Fou noir sur case blanche c8 · Tour noire sur case noire f8 · Roi noir sur case blanche g8 · Pion noir sur case noire a7 · Pion noir sur case blanche b7 · Cavalier noir sur case blanche d7 · Pion noir sur case noire g7 · Pion noir sur case blanche h7 · Pion noir sur case blanche c6 · Pion noir sur case blanche e6 · Pion noir sur case blanche d5 · Pion noir sur case blanche f5 · Cavalier blanc sur case noire g5 · Dame noire sur case blanche h5 · Pion blanc sur case blanche c4 · Pion blanc sur case noire d4 · Pion blanc sur case noire f4 · Cavalier noir sur case blanche g4 · Fou blanc sur case blanche d3 · Pion blanc sur case noire e3 · Pion blanc sur case noire g3 · Pion blanc sur case blanche a2 · Pion blanc sur case noire b2 · Cavalier blanc sur case blanche e2 · Roi blanc sur case blanche g2 · Fou noir sur case noire h2 · Tour blanche sur case noire a1 · Fou blanc sur case noire c1 · Dame blanche sur case blanche d1 · Tour blanche sur case blanche f1 | Tour noire sur case blanche a8 · Fou noir sur case blanche c8 · Tour noire sur case noire f8 · Roi noir sur case blanche g8 · Pion noir sur case noire a7 · Pion noir sur case blanche b7 · Cavalier noir sur case blanche d7 · Pion noir sur case noire g7 · Pion noir sur case blanche h7 · Pion noir sur case blanche c6 · Pion noir sur case blanche e6 · Pion noir sur case blanche d5 · Pion noir sur case blanche f5 · Cavalier blanc sur case noire g5 · Dame noire sur case blanche h5 · Pion blanc sur case blanche c4 · Pion blanc sur case noire d4 · Pion blanc sur case noire f4 · Cavalier noir sur case blanche g4 · Fou blanc sur case blanche d3 · Pion blanc sur case noire e3 · Pion blanc sur case noire g3 · Pion blanc sur case blanche a2 · Pion blanc sur case noire b2 · Cavalier blanc sur case blanche e2 · Roi blanc sur case blanche g2 · Fou noir sur case noire h2 · Tour blanche sur case noire a1 · Fou blanc sur case noire c1 · Dame blanche sur case blanche d1 · Tour blanche sur case blanche f1 | Tour noire sur case blanche a8 · Fou noir sur case blanche c8 · Tour noire sur case noire f8 · Roi noir sur case blanche g8 · Pion noir sur case noire a7 · Pion noir sur case blanche b7 · Cavalier noir sur case blanche d7 · Pion noir sur case noire g7 · Pion noir sur case blanche h7 · Pion noir sur case blanche c6 · Pion noir sur case blanche e6 · Pion noir sur case blanche d5 · Pion noir sur case blanche f5 · Cavalier blanc sur case noire g5 · Dame noire sur case blanche h5 · Pion blanc sur case blanche c4 · Pion blanc sur case noire d4 · Pion blanc sur case noire f4 · Cavalier noir sur case blanche g4 · Fou blanc sur case blanche d3 · Pion blanc sur case noire e3 · Pion blanc sur case noire g3 · Pion blanc sur case blanche a2 · Pion blanc sur case noire b2 · Cavalier blanc sur case blanche e2 · Roi blanc sur case blanche g2 · Fou noir sur case noire h2 · Tour blanche sur case noire a1 · Fou blanc sur case noire c1 · Dame blanche sur case blanche d1 · Tour blanche sur case blanche f1 | Tour noire sur case blanche a8 · Fou noir sur case blanche c8 · Tour noire sur case noire f8 · Roi noir sur case blanche g8 · Pion noir sur case noire a7 · Pion noir sur case blanche b7 · Cavalier noir sur case blanche d7 · Pion noir sur case noire g7 · Pion noir sur case blanche h7 · Pion noir sur case blanche c6 · Pion noir sur case blanche e6 · Pion noir sur case blanche d5 · Pion noir sur case blanche f5 · Cavalier blanc sur case noire g5 · Dame noire sur case blanche h5 · Pion blanc sur case blanche c4 · Pion blanc sur case noire d4 · Pion blanc sur case noire f4 · Cavalier noir sur case blanche g4 · Fou blanc sur case blanche d3 · Pion blanc sur case noire e3 · Pion blanc sur case noire g3 · Pion blanc sur case blanche a2 · Pion blanc sur case noire b2 · Cavalier blanc sur case blanche e2 · Roi blanc sur case blanche g2 · Fou noir sur case noire h2 · Tour blanche sur case noire a1 · Fou blanc sur case noire c1 · Dame blanche sur case blanche d1 · Tour blanche sur case blanche f1 | Tour noire sur case blanche a8 · Fou noir sur case blanche c8 · Tour noire sur case noire f8 · Roi noir sur case blanche g8 · Pion noir sur case noire a7 · Pion noir sur case blanche b7 · Cavalier noir sur case blanche d7 · Pion noir sur case noire g7 · Pion noir sur case blanche h7 · Pion noir sur case blanche c6 · Pion noir sur case blanche e6 · Pion noir sur case blanche d5 · Pion noir sur case blanche f5 · Cavalier blanc sur case noire g5 · Dame noire sur case blanche h5 · Pion blanc sur case blanche c4 · Pion blanc sur case noire d4 · Pion blanc sur case noire f4 · Cavalier noir sur case blanche g4 · Fou blanc sur case blanche d3 · Pion blanc sur case noire e3 · Pion blanc sur case noire g3 · Pion blanc sur case blanche a2 · Pion blanc sur case noire b2 · Cavalier blanc sur case blanche e2 · Roi blanc sur case blanche g2 · Fou noir sur case noire h2 · Tour blanche sur case noire a1 · Fou blanc sur case noire c1 · Dame blanche sur case blanche d1 · Tour blanche sur case blanche f1 | 2 |
| 1 | Tour noire sur case blanche a8 · Fou noir sur case blanche c8 · Tour noire sur case noire f8 · Roi noir sur case blanche g8 · Pion noir sur case noire a7 · Pion noir sur case blanche b7 · Cavalier noir sur case blanche d7 · Pion noir sur case noire g7 · Pion noir sur case blanche h7 · Pion noir sur case blanche c6 · Pion noir sur case blanche e6 · Pion noir sur case blanche d5 · Pion noir sur case blanche f5 · Cavalier blanc sur case noire g5 · Dame noire sur case blanche h5 · Pion blanc sur case blanche c4 · Pion blanc sur case noire d4 · Pion blanc sur case noire f4 · Cavalier noir sur case blanche g4 · Fou blanc sur case blanche d3 · Pion blanc sur case noire e3 · Pion blanc sur case noire g3 · Pion blanc sur case blanche a2 · Pion blanc sur case noire b2 · Cavalier blanc sur case blanche e2 · Roi blanc sur case blanche g2 · Fou noir sur case noire h2 · Tour blanche sur case noire a1 · Fou blanc sur case noire c1 · Dame blanche sur case blanche d1 · Tour blanche sur case blanche f1 | Tour noire sur case blanche a8 · Fou noir sur case blanche c8 · Tour noire sur case noire f8 · Roi noir sur case blanche g8 · Pion noir sur case noire a7 · Pion noir sur case blanche b7 · Cavalier noir sur case blanche d7 · Pion noir sur case noire g7 · Pion noir sur case blanche h7 · Pion noir sur case blanche c6 · Pion noir sur case blanche e6 · Pion noir sur case blanche d5 · Pion noir sur case blanche f5 · Cavalier blanc sur case noire g5 · Dame noire sur case blanche h5 · Pion blanc sur case blanche c4 · Pion blanc sur case noire d4 · Pion blanc sur case noire f4 · Cavalier noir sur case blanche g4 · Fou blanc sur case blanche d3 · Pion blanc sur case noire e3 · Pion blanc sur case noire g3 · Pion blanc sur case blanche a2 · Pion blanc sur case noire b2 · Cavalier blanc sur case blanche e2 · Roi blanc sur case blanche g2 · Fou noir sur case noire h2 · Tour blanche sur case noire a1 · Fou blanc sur case noire c1 · Dame blanche sur case blanche d1 · Tour blanche sur case blanche f1 | Tour noire sur case blanche a8 · Fou noir sur case blanche c8 · Tour noire sur case noire f8 · Roi noir sur case blanche g8 · Pion noir sur case noire a7 · Pion noir sur case blanche b7 · Cavalier noir sur case blanche d7 · Pion noir sur case noire g7 · Pion noir sur case blanche h7 · Pion noir sur case blanche c6 · Pion noir sur case blanche e6 · Pion noir sur case blanche d5 · Pion noir sur case blanche f5 · Cavalier blanc sur case noire g5 · Dame noire sur case blanche h5 · Pion blanc sur case blanche c4 · Pion blanc sur case noire d4 · Pion blanc sur case noire f4 · Cavalier noir sur case blanche g4 · Fou blanc sur case blanche d3 · Pion blanc sur case noire e3 · Pion blanc sur case noire g3 · Pion blanc sur case blanche a2 · Pion blanc sur case noire b2 · Cavalier blanc sur case blanche e2 · Roi blanc sur case blanche g2 · Fou noir sur case noire h2 · Tour blanche sur case noire a1 · Fou blanc sur case noire c1 · Dame blanche sur case blanche d1 · Tour blanche sur case blanche f1 | Tour noire sur case blanche a8 · Fou noir sur case blanche c8 · Tour noire sur case noire f8 · Roi noir sur case blanche g8 · Pion noir sur case noire a7 · Pion noir sur case blanche b7 · Cavalier noir sur case blanche d7 · Pion noir sur case noire g7 · Pion noir sur case blanche h7 · Pion noir sur case blanche c6 · Pion noir sur case blanche e6 · Pion noir sur case blanche d5 · Pion noir sur case blanche f5 · Cavalier blanc sur case noire g5 · Dame noire sur case blanche h5 · Pion blanc sur case blanche c4 · Pion blanc sur case noire d4 · Pion blanc sur case noire f4 · Cavalier noir sur case blanche g4 · Fou blanc sur case blanche d3 · Pion blanc sur case noire e3 · Pion blanc sur case noire g3 · Pion blanc sur case blanche a2 · Pion blanc sur case noire b2 · Cavalier blanc sur case blanche e2 · Roi blanc sur case blanche g2 · Fou noir sur case noire h2 · Tour blanche sur case noire a1 · Fou blanc sur case noire c1 · Dame blanche sur case blanche d1 · Tour blanche sur case blanche f1 | Tour noire sur case blanche a8 · Fou noir sur case blanche c8 · Tour noire sur case noire f8 · Roi noir sur case blanche g8 · Pion noir sur case noire a7 · Pion noir sur case blanche b7 · Cavalier noir sur case blanche d7 · Pion noir sur case noire g7 · Pion noir sur case blanche h7 · Pion noir sur case blanche c6 · Pion noir sur case blanche e6 · Pion noir sur case blanche d5 · Pion noir sur case blanche f5 · Cavalier blanc sur case noire g5 · Dame noire sur case blanche h5 · Pion blanc sur case blanche c4 · Pion blanc sur case noire d4 · Pion blanc sur case noire f4 · Cavalier noir sur case blanche g4 · Fou blanc sur case blanche d3 · Pion blanc sur case noire e3 · Pion blanc sur case noire g3 · Pion blanc sur case blanche a2 · Pion blanc sur case noire b2 · Cavalier blanc sur case blanche e2 · Roi blanc sur case blanche g2 · Fou noir sur case noire h2 · Tour blanche sur case noire a1 · Fou blanc sur case noire c1 · Dame blanche sur case blanche d1 · Tour blanche sur case blanche f1 | Tour noire sur case blanche a8 · Fou noir sur case blanche c8 · Tour noire sur case noire f8 · Roi noir sur case blanche g8 · Pion noir sur case noire a7 · Pion noir sur case blanche b7 · Cavalier noir sur case blanche d7 · Pion noir sur case noire g7 · Pion noir sur case blanche h7 · Pion noir sur case blanche c6 · Pion noir sur case blanche e6 · Pion noir sur case blanche d5 · Pion noir sur case blanche f5 · Cavalier blanc sur case noire g5 · Dame noire sur case blanche h5 · Pion blanc sur case blanche c4 · Pion blanc sur case noire d4 · Pion blanc sur case noire f4 · Cavalier noir sur case blanche g4 · Fou blanc sur case blanche d3 · Pion blanc sur case noire e3 · Pion blanc sur case noire g3 · Pion blanc sur case blanche a2 · Pion blanc sur case noire b2 · Cavalier blanc sur case blanche e2 · Roi blanc sur case blanche g2 · Fou noir sur case noire h2 · Tour blanche sur case noire a1 · Fou blanc sur case noire c1 · Dame blanche sur case blanche d1 · Tour blanche sur case blanche f1 | Tour noire sur case blanche a8 · Fou noir sur case blanche c8 · Tour noire sur case noire f8 · Roi noir sur case blanche g8 · Pion noir sur case noire a7 · Pion noir sur case blanche b7 · Cavalier noir sur case blanche d7 · Pion noir sur case noire g7 · Pion noir sur case blanche h7 · Pion noir sur case blanche c6 · Pion noir sur case blanche e6 · Pion noir sur case blanche d5 · Pion noir sur case blanche f5 · Cavalier blanc sur case noire g5 · Dame noire sur case blanche h5 · Pion blanc sur case blanche c4 · Pion blanc sur case noire d4 · Pion blanc sur case noire f4 · Cavalier noir sur case blanche g4 · Fou blanc sur case blanche d3 · Pion blanc sur case noire e3 · Pion blanc sur case noire g3 · Pion blanc sur case blanche a2 · Pion blanc sur case noire b2 · Cavalier blanc sur case blanche e2 · Roi blanc sur case blanche g2 · Fou noir sur case noire h2 · Tour blanche sur case noire a1 · Fou blanc sur case noire c1 · Dame blanche sur case blanche d1 · Tour blanche sur case blanche f1 | Tour noire sur case blanche a8 · Fou noir sur case blanche c8 · Tour noire sur case noire f8 · Roi noir sur case blanche g8 · Pion noir sur case noire a7 · Pion noir sur case blanche b7 · Cavalier noir sur case blanche d7 · Pion noir sur case noire g7 · Pion noir sur case blanche h7 · Pion noir sur case blanche c6 · Pion noir sur case blanche e6 · Pion noir sur case blanche d5 · Pion noir sur case blanche f5 · Cavalier blanc sur case noire g5 · Dame noire sur case blanche h5 · Pion blanc sur case blanche c4 · Pion blanc sur case noire d4 · Pion blanc sur case noire f4 · Cavalier noir sur case blanche g4 · Fou blanc sur case blanche d3 · Pion blanc sur case noire e3 · Pion blanc sur case noire g3 · Pion blanc sur case blanche a2 · Pion blanc sur case noire b2 · Cavalier blanc sur case blanche e2 · Roi blanc sur case blanche g2 · Fou noir sur case noire h2 · Tour blanche sur case noire a1 · Fou blanc sur case noire c1 · Dame blanche sur case blanche d1 · Tour blanche sur case blanche f1 | 1 |
|   | a | b | c | d | e | f | g | h |   |

Voici une liste de parties d'échecs remarquables classées par ordre chronologique croissant.

## XVesiècle
- Vers 1475 : Scachs d'amor, partie entre  Francesc de Castellví et Narcís Vinyoles, jouée à Valence (Espagne) vers 1475, et traduite en poème.

## XVIIesiècle
- 1619 : Greco – Inconnu, Rome. Dans l'une des premières parties d'échecs enregistrées, Gioachino Greco mate au huitième coup avec un sacrifice de la dame[1].

## XVIIIesiècle
- 1788 : Bowdler - Conway, Londres[2], Thomas Bowdler offre le premier exemple de double sacrifice de la tour.
- 1790 : Smith – Philidor, Londres[3]. François-André Danican Philidor démontre la puissance d'une formation supérieure de pions, ainsi que d'une bonne combinaison.

## XIXesiècle
- 1851 : la Partie immortelle entre Adolf Anderssen et Lionel Kieseritzky
- 1852 : La Toujours Jeune entre Adolf Anderssen et Jean Dufresne
- 1858 : la Partie de l'opéra entre Paul Morphy et le duo Duc de Brunswick associé au Comte Isouard
- 1872 : la Nulle Immortelle entre Carl Hamppe et Philipp Meitner (en)
- 1889 : Lasker - Bauer (Amsterdam, 1889), premier exemple de double sacrifice de fous
- 1896 : Pillsbury - Lasker, Saint-Pétersbourg 1896

## XXesiècle
- 1907 : Immortelle de Rubinstein (Lodz, 1907)
- 1912 : Levitski - Marshall (Breslau, 1912), considéré comme l'un des plus beaux sacrifices de dame
- 1922 : Bogoljubov - Alekhine, Hastings, 1922
- 1922 : Maróczy - Tartakover (Teplitz-Schönau)
- 1923 : Immortelle du Zugzwang entre Friedrich Sämisch et Aaron Nimzowitsch
- 1925 : Réti - Alekhine, Baden-Baden, 1925
- 1926 : Johner - Nimzowitsch (Dresde, 1926)
- 1926 : Nimzowitsch - Rubinstein (Dresde, 1926)
- 1930 : L'Immortelle polonaise, Glucksberg contre Najdorf (1930). Les noirs sacrifient les quatre pièces mineures pour obtenir la victoire.
- 1934 : L'Immortelle péruvienne, Esteban Canal gagne en sacrifiant deux tours et la dame.
- 1935 : La Perle de Zandvoort est le nom donné par Xavier Tartakover à cette partie décisive pour le championnat du monde entre Max Euwe et Alexandre Alekhine.
- 1938 : Botvinnik - Capablanca, tournoi AVRO 1938
- 1956 : la Partie du siècle entre Bobby Fischer et Donald Byrne
- 1957 : L'Immortelle perdante entre Bogdan Sliwa et David Bronstein. Les noirs en position perdante sèment des chausse-trappes successives que les blancs éviteront.
- 1963 : Robert Byrne - Bobby Fischer, New York, 1963
- 1970 : Larsen - Spassky (Belgrade, 1970), Match URSS - Reste du monde
- 1972 : Fischer - Spassky, 1972, 6ème partie
- 1985 : Seizième partie du Championnat du monde d'échecs 1985, Garry Kasparov dirige les noirs et place un cavalier dominant (surnommé « cavalier-pieuvre » par Raymond Keene) en d3 contre Anatoli Karpov.
- 1990 : Vingtième partie du Championnat du monde d'échecs 1990, où Kasparov s'illustre en sacrifiant sa dame en finale du championnat du monde contre Karpov.
- 1996-1997 : matchs Deep Blue contre Kasparov, dont
  - 1996 : Deep Blue - Kasparov (1996, partie 1), première partie en cadence lente gagnée par un ordinateur contre un champion incontesté[4].
  - 1997 : Deep Blue - Kasparov (1997, partie 6), première partie où un ordinateur bat un champion du monde des échecs sur le total d'une série de parties.
- 1999 : Kasparov contre le monde
- 1999 : L'Immortelle de Kasparov[5], sacrifice d'une tour avec à la clé une combinaison forcée de quinze coups.
- 2000 :  Troisième partie du Championnat du monde d'échecs 2000 classique. Kramnik ressuscite la défense berlinoise de la Partie espagnole pour neutraliser avec les noirs l'attaque de Kasparov.

## XXIesiècle
- 2013 : Aronian - Anand (Wijk aan zee, ronde 4), Les Noirs proposent une multitude de pièces en sacrifice afin de remporter la partie[6].